# Dijous Bo
El Dijous Bo és la principal fira de la ciutat d'Inca, a Mallorca.

## Història i importància del Dijous Bo
El Dijous Bo, la fira més emblemàtica d’Inca, té uns orígens incerts, però es creu que es remunta a l'època islàmica, quan ja hi havia un mercat actiu a la zona. La primera referència escrita d'aquest mercat es troba en una còpia del Llibre del Repartiment feta el 1269, on s'esmenta un assentament anomenat Alcariat Azoch, que en àrab significa "alqueria del mercat".
Durant els segles xiii i xiv, Inca es consolidà com un centre comercial important, especialment pel mercat setmanal dels dijous, documentat des de 1375. Aquesta activitat era clau per a l'economia local, amb la presència de comerciants, pagesos i artesans de diferents oficis. Amb el temps, les fires anuals van complementar el mercat habitual, donant lloc a una tradició que ha perdurat fins avui.

## El conflicte amb Llucmajor i la regulació de les fires
Durant el segle xvi, les fires d'Inca i Llucmajor van entrar en disputa per la seva celebració. L'emperador Carles V havia concedit a Llucmajor el privilegi de fer la seva fira primer, i la d'Inca havia de començar més tard, després de Sant Lluc. Aquesta situació generà un llarg litigi que es resolgué el 1546, establint que les fires d'Inca tindrien lloc després de les de Llucmajor.
A finals del segle xix, la fira d'Inca es transformà progressivament en una gran celebració amb tres diumenges previs al Dijous Bo, coincidint amb la festivitat de Santa Maria la Major. També existia el Dijous Gros, una fira primaveral que acabà desapareixent per la competència de la fira de Sineu.

## El Dijous Bo en l'actualitat
Al llarg del segle xx, l'Ajuntament d'Inca va assumir un paper clau en l'organització de la fira, impulsant nous esdeveniments i promocionant-la amb programes i cartells oficials des de 1969. Avui dia, el Dijous Bo ha evolucionat fins a convertir-se en una de les fires més importants de Mallorca, amb una gran afluència de visitants i una cobertura destacada als mitjans de comunicació.
Més enllà del mercat tradicional i les exposicions de bestiar, la fira ofereix una àmplia varietat d'activitats, com exhibicions d'artesania, certàmens culturals, competicions esportives i concerts. El Dimecres Bo, la vigília de la fira, dona el tret de sortida a la celebració amb activitats als carrers i un correfoc final.